# بوب مان (لاعب كرة قدم أمريكية)
بوب مان (بالإنجليزية: Bob Mann)‏ هو لاعب كرة قدم أمريكية أمريكي، ولد في 8 أبريل 1924 في نيوبيرن في الولايات المتحدة، وتوفي في 21 أكتوبر 2006 في ديترويت في الولايات المتحدة.

## وصلات خارجية
- بوب مان على موقع مرجع كرة القدم المحترفة.كوم (الإنجليزية)